# Miðardalstindur
Miðardalstindur är ett berg i Färöarna (Kungariket Danmark).   Det ligger i sýslan Norðoyar, i den norra delen av landet, 30 km norr om huvudstaden Tórshavn. Toppen på Miðardalstindur är 142 meter över havet. Miðardalstindur ligger på ön Kalsoy.
Terrängen runt Miðardalstindur är kuperad. Havet är nära Miðardalstindur västerut.  Närmaste större samhälle är Klaksvík, 9,5 km sydost om Miðardalstindur. 